# 36D6
36D6, 36Д6, Dniepr (kod NATO: Tin Shield) – mobilny dookólny trójwspółrzędny radar konstrukcji radzieckiej do wykrywania celów powietrznych i identyfikacji.
Radar wykrywa obiekty o efektywnej powierzchni odbicia od 0,1 m², w ilości do 100-127 naraz (autośledzenie do 32-60).
Umożliwia namierzanie aktywnego zakłócania i integrację z zestawami pocisków rakietowych ziemia-powietrze. Może pracować niezależnie (jako punkt obserwacji i dozoru ruchu powietrznego) lub jako część większego systemu: wspomaganego komputerowo systemu kontroli lub jako radar rozpoznawczy i celowniczy rakietowych systemów przeciwlotniczych z serii S-300P i S-300W.
Radar posiada krótki (1h lub 2h z masztem) czas przejścia z pozycji transportowej do pozycji roboczej. Zestaw bez wieży radarowej (radar i system zasilania) mieści się na dwóch ciężarówkach typu KrAZ. System zużywa ok. 67 kW energii elektrycznej. Średni czas między awariami szacuje się na co najmniej 400 godzin.
Antena może zostać zainstalowana na wieży typu 40W6M o wys. 23 m, co znacznie poprawia charakterystykę pracy urządzenia.
Radar przeszukuje przestrzeń co 5 lub 10 sekund wiązką o średniej mocy 3 kW (maks. 350 kW), system przekazuje dane w postaci cyfrowej do 3 stanowisk operatorskich, gdzie są wyświetlane w postaci alfanumerycznej.

## Charakterystyki detekcji
Zasięg wykrywania celów o pow. odbicia 0,1 m²:
- nocą, na wys. 100m: 42 km
- nocą, na wys. 1000-6000 m: nie mniej niż 80 km
- nocą, na wys. 2000-18000 m: nie mniej niż 147 km
- na wys. 60 m: nie mniej niż 20 km
- nocą, na wys. 100-300 m: nie mniej niż 30 km

Maksymalna wysokość wykrycia: 20 km
Dokładność lokalizacji:
- odległość: 250 m
- azymut: 20'
- wysokość: 400 m